# Большой (вулкан)
Вулка́н Большо́й — щитовой вулкан на полуострове Камчатка, расположенный между реками Тихая и Быстрая Хайрюзова.
Диаметр щитовой постройки вулкана составляет 10 километров. Она имеет подковообразную форму, открытую в северо-западном направлении. Вулкан сложен андезитами и базальтами среднего и верхнего плейстоцена. В привершинной части вулкана располагается кальдера. Значительная поверхность вулкана, в особенности южные и западные склоны, покрыта лавовыми потоками.